# Atacazo
Atacazo je neaktivní stratovulkán, nacházející se v ekvádorských Andách, asi 25 km jihozápadně od Quita. Složený je z masivního andezitového pleistocenního stratovulkánu a kaldery s průměrem 6 km, částečně vyplněnou dacitovými komplexy, která se vyvinula později v holocénu.
Poslední erupce se odehrála před 2 300 lety a vytvořila sopečný dóm Ninahuilca. Pyroklastické proudy této erupce dosáhly do vzdálenosti 35 km západně od centra výbuchu.